# 언어 연합
언어 연합(言語 聯合, 독일어: Sprachbund) 또는 언어동조대는 본디 계통상 다른 언어가 지리적 인접성이나 오랜 기간의 접촉 및 상호영향의 결과로 비슷한 언어적 특징 등을 띠게 되는 현상, 또는 그런 관계에 있는 언어들을 가리키는 용어이다. 대표적인 사례는 발칸반도 언어 연합이다.

## 발칸 반도
언어 연합의 대표적인 지역인 발칸반도의 언어들인 그리스어, 알바니아어, 루마니아어, 이탈리아어 및 남슬라브어 계통에 속하는 세르비아어, 크로아티아어, 슬로베니아어 등은 크게는 다 같은 인도유럽어족에 속하지만, 세부적으로 나눈 어군단위에서는 큰 차이를 보이는 언어들이다. 그러나 부정관사의 생략, 미래 시제 형성법, 후치사 등 문법 특징을 조금 공유하고 있다. 이러한 특징들은 이들 같은 어군에 속하는 다른 가까운 언어에는 볼 수 없다.

## 유럽
서유럽의 게르만어나 로망스어는 라틴어 및 그리스어계 어휘의 차용과 상호접촉에 의하여 차용어의 어휘에서 비슷한 특징을 보유하고 있다. 또한, 유럽대륙의 인도유럽어족 계열 언어는 같은 인도유럽어족이면서도 지리적으로 인접하지 않은 인도나 이란의 동계언어보다 인도유럽어족에 속하지 않으면서 지리적으로 인접한 헝가리어, 핀란드어와 여러 가지 공통점을 공유하고 있다. 헝가리어와 핀란드어는 서유럽어에서 많은 차용 단어를 사용하여 헝가리와 핀란드 고유어를 사용하지 않게 되었기 때문이다.

## 아시아
한국어와 일본어는 중국어로부터 한자 어휘를 차용하여 사용했으며 특히 한자 차용어로 인해 한국어에선 많은 고유어가 사라졌다. 또한 한국어와 일본어는 중국어와 기본 어휘, 문법에서 전혀 일치하지 않으며 다른 어족이다. 하지만 한자 차용어로 인해 한자어에서는 비슷한 발음이 존재한다. 이것은 언어 연합이 아닌 한국어와 일본어가 한자 차용어 사용하기 때문이다.

## 중국과 동남아시아
중국어와 베트남어 및 태국어는 단음절 고립어이자 성조어라는 특징이 서로 같다. 학자들에 따라서는 태국어와 중국어를 같은 어족으로 보기도 한다.

## 같이 보기
- 등어선
- 로버트 딕슨
- 파마늉아어족